# برنار پاکو
برنار پاکو (فرانسوی: Bernard Pacaud‎؛ زادهٔ ۲۹ سپتامبر ۱۹۴۷) سرآشپز و رستوران‌دار سه‌ستارهٔ اهل فرانسه است.
او کارش را با دستیاری اوژنی برازیر در رستورانش نزدیک لیون آغاز کرد و اوژنی نخستین مشوق و معلم او در این راه بود. وی مدتی نیز زیر نظر سرآشپز فرانسوی «کلود پرو» کار کرد. برنار پاکو نخستین رستورانش لامبروآزی را در سال ۱۹۸۱ راه‌اندازی کرد که موفق به دریافت سه ستارهٔ میشلن در سال ۱۹۸۶ شد.